# Акимов, Игорь Алексеевич
И́горь Алексе́евич Аки́мов (род. 1937) — русский советский писатель и журналист.

## Биография
Родился в 1937 году в Киеве. Учился в Киевском институте инженеров водного хозяйства, работал в республиканских и центральных газетах и журналах. Много ездил по стране в качестве журналиста.

## Творчество
Первая книга художественной прозы Акимова «И стены пахнут солнцем» (укр. «І стіни пахнуть сонцем»), написанная в жанре научной фантастики, вышла в 1963 году в издательстве ЦК ЛКСМУ «Молодь». Книга состоит из заглавной повести и двух рассказов — «Посетите видеон» и «Надо идти». Повесть рассказывает о жителе Атлантиды, увезённым с Земли на космическом корабле пришельцев. По мнению А. Стругацкого, основной интерес в этой повести представляет описание процесса превращения дикаря в цивилизованного человека под воздействием научных знаний.
Последующие произведения писателя — главным образом военная проза. С 1965 года выступал в печати в основном в соавторстве с В. Карпеко. Совместно ими написаны повести о советских разведчиках — «Осечка» (повесть легла в основу одноимённого телевизионного фильма), «Неоконченное дело», «На чужом пороге», «Без риска остаться живыми», «Обезьяний мост».
Публиковался в журнале «Сельская молодёжь». В 1968 году опубликовал в этом журнале приключенческую повесть «Баллада об ушедших на задание». Затем было создано одно из самых известных произведений автора — повесть «Дот» (опубликовано в 1970, по настоянию редакции название было изменено на «Легенда о малом гарнизоне»), в которой нашли отражение героизм и мужество советских солдат в трудный начальный период Великой Отечественной войны. Впоследствии повесть была существенно переработана и дополнена автором, а название «Дот» ей возвращено. В 2007 году по мотивам повести был создан фильм «Сильнее огня».
В 1988—1993 годах печатал в российском журнале «Студенческий меридиан» трактат «О мальчике, который умел летать, или Путь к Свободе» (совместно с психологом Виктором Клименко), посвящённый исследованию сущности таланта.
В 2008 году вышел новый роман автора — «Храм».

## Публикации

### Книги
- Акимов И. А., Карпеко В. К. . На чужом пороге // Подвиг —  Приложение к журналу Сельская молодёжь. (Библиотека приключений). — М. : Молодая гвардия, 1968. — Вып. 5.
- Акимов И. А. Легенда о малом гарнизоне // Подвиг (Приложение к журналу «Сельская молодёжь»). — М. : Молодая гвардия, 1970. — Вып. 4. — (Библиотека героики и приключений).
- Акимов И. А. На чужом пороге // Подвиг (Приложение к журналу «Сельская молодёжь»). — М. : Молодая гвардия, 1970. — С. 167—364. — (Библиотека героики и приключений).
- Акимов И. А. Баллада об ушедших на задание // Подвиг (Приложение к журналу «Сельская молодёжь»). — М. : Молодая гвардия, 1971. — Т. 3. — С. 267—395. — (Библиотека героики и приключений). — 300 000 экз.
- Акимов И. А. Легенда о малом гарнизоне. — Удмуртия. — 1977. — 192 с.
- Акимов И. А. Храм. — ОлмаМедиаГрупп. — 2008. — 256 с. — ISBN 978-5-373-02060-2.
- Акимов И. А. Дот. — ОлмаМедиаГрупп. — 2010. — 688 с. — 6000 экз. — ISBN 978-5-373-03415-9.

### Отдельные публикации
- Акимов И. Надо идти // Мир приключений. — 1966. — № 12.